# Arthur Edeson
Arthur Edeson (* 24. Oktober 1891 in New York City, New York; † 14. Februar 1970 in Agoura Hills, Kalifornien) war ein US-amerikanischer Kameramann.

## Leben
Arthur Edeson begann als Fotograf, bevor er 1911 erste Erfahrungen mit der Filmkamera machte. 1918 war er einer der Gründer der American Society of Cinematographers (A.S.C.), der Vereinigung der Kameraleute der Vereinigten Staaten von Amerika. In den Jahren 1953 bis 1954 war er auch ihr Präsident.
Mit dem Aufkommen des Tonfilms experimentierte Edeson damit, die Mikrofone bei Außenaufnahmen so zu integrieren, beziehungsweise zu tarnen, dass Tonaufnahmen außerhalb des Studios möglich wurden.
Im Jahr 1930 stand Edeson bei der Produktion des ersten Wide-Screen Films (70 mm) Der große Treck (The Big Trail) von Raoul Walsh, mit John Wayne in seiner ersten Hauptrolle, hinter der Kamera. Gleichzeitig mit der amerikanischen wurde eine deutsche Version produziert, mit Theo Shall in der Hauptrolle. Bei der Flat-Screen-Version (35 mm), die ebenfalls gleichzeitig gedreht wurde, führte Lucien Andriot die Kamera.
Im selben Jahr führte Edeson die Kamera bei der Produktion von Im Westen nichts Neues. Edeson arbeitete bei einigen Filmen der Universal Studios mit Regisseur James Whale zusammen, unter anderen Frankenstein und Der Unsichtbare.
1936 wechselte Edeson zu den Warner Bros., wo er für Der Satan und die Lady. die zweite Verfilmung von Dashiell Hammetts Roman Der Malteser Falke, hinter der Kamera stand.  Auch bei der dritten Verfilmung des Romans Die Spur des Falken 1941, mit Humphrey Bogart in der Hauptrolle, führte Edeson die Kamera. Zum dritten Mal für den Oscar nominiert wurde Edeson für seine Arbeit an Casablanca, die ersten beiden erhielt er für In Old Arizona 1929 und für Im Westen nicht Neues 1931.
Seinen letzten Film Auf Leben und Tod drehte Arthur Edeson 1949, wieder für die Universal Studios.

## Filmografie (Auswahl)
- 1921: Die drei Musketiere (The Three Musketeers)
- 1922: Robin Hood (Robin Hood)
- 1924: Der Dieb von Bagdad (The Thief of Baghdad)
- 1925: Die verlorene Welt (The Lost World)
- 1925: Das Opfer der Stella Dallas (Stella Dallas)
- 1925: Die Zwillingsschwester (Her Sister from Paris)
- 1926: Die Braut am Scheidewege (Subway Sadie)
- 1927: Die Welt in Flammen (The Patent Leather Kid)
- 1927: Frauenheld wider Willen (The Drop Kick)
- 1928: In Old Arizona
- 1930: Der große Treck (The Big Trail)
- 1930: Im Westen nichts Neues (All Quiet on the Western Front)
- 1931: Waterloo Bridge (Waterloo Bridge)
- 1931: Frankenstein (Frankenstein)
- 1932: The Last Mile
- 1932: Das Haus des Grauens (The Old Dark House)
- 1933: Der Unsichtbare (The Invisible Man)
- 1933: Eine Studie in Scharlachrot (A Study in Scarlet)
- 1934: Dickschädel (Here Comes the Navy)
- 1935: Meuterei auf der Bounty (Mutiny on the Bounty)
- 1936: Höhe Null (Ceiling Zero)
- 1936: Der Satan und die Lady (Satan met a Lady)
- 1936: China Clipper
- 1937: Mr. Dodd Takes the Air
- 1938: Swing Your Lady
- 1939: Todesangst bei jeder Dämmerung (Each Dawn Die)
- 1940: Nachts unterwegs (They Drive by Night)
- 1941: Die Spur des Falken (The Maltese Falcon)
- 1941: Sergeant York (Sergeant York)
- 1942: Abenteuer in Panama (Across the Pacific)
- 1942: Casablanca (Casablanca)
- 1943: Thank Your Lucky Stars
- 1944: Die Maske des Dimitrios (The Mask of Dimitrios)
- 1946: Drei Fremde (Three Strangers)
- 1946: Der Himmel voller Geigen (The Time, the Place and the Girl)
- 1946: Eine Lady für den Gangster (Nobody Lives Forever)
- 1947: My Wild Irish Rose
- 1949: Auf Leben und Tod (The Fighting O'Flynn)